# Vol EgyptAir 837
Le vol EgyptAir 837 était un vol en partance de l'aéroport du Caire (Égypte), ayant pour destination l'aéroport international d'İstanbul en Turquie.

## L'accident

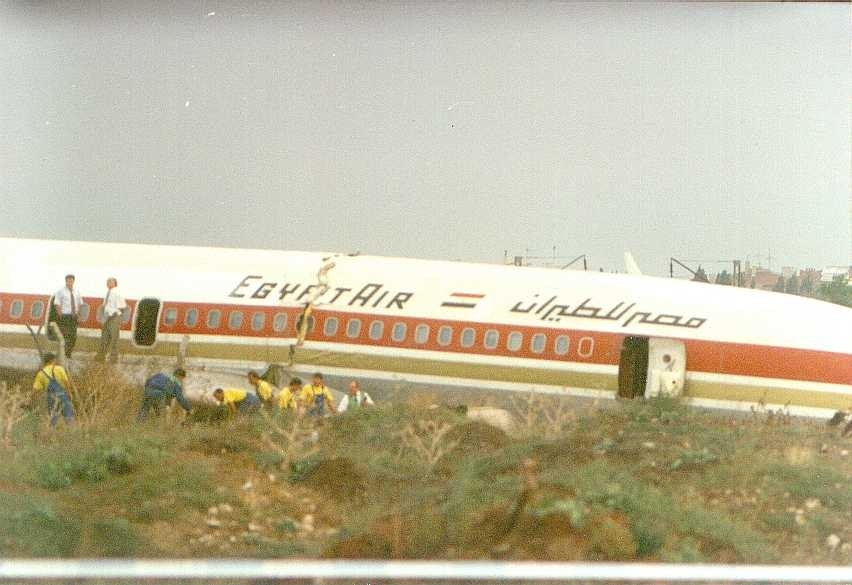
L'épave du vol 837 après l'accident.

L'avion sortit de la piste lors de son atterrissage sur la piste 24 de l'aéroport international d'İstanbul, n'arrivant pas à s'arrêter heurta un véhicule, il s'ensuivit un incendie.

## Les conditions
L'appareil n'arriva pas à s'arrêter à cause de la pluie qui tombait sur les lieux au moment de l'atterrissage.

## Survivants
L'ensemble des passagers et des membres d'équipage survécurent à cet accident. En revanche, l'avion fut complètement détruit.